# Fontaine de la piazza dell'Aracoeli
La fontaine de la piazza Aracoeli est située dans le centre de Rome, sur la place se trouvant au pied de la colline au sommet de laquelle se dresse la basilique homonyme.

## Histoire et description
Achevée en 1587, la restauration de l'antique aqueduc Alessandrino, appelé depuis l'Acqua Felice (du nom du pape Sixte V, Felice Peretti), était destinée à assurer l'approvisionnement en eau des zones de collines du Viminal et du Quirinal. Cela a nécessité par la suite la construction d'un certain nombre de fontaines.
Celle ci a été commandée par le pape Sixte V à Giacomo Della Porta, en 1589. Il s'agit d'un bassin circulaire avec deux protubérances en face, pour donner une forme vaguement ovale, orné de masques grotesques. Au centre du bassin, un bloc de marbre, avec des masques et des décorations, est surélevé d'un balustre en forme de coupe au sommet duquel a été placé un petit bassin contenant quatre enfants versant de l'eau avec quatre amphores.
La balustrade de la fontaine, déjà ornée des armoiries du Peuple Romain, a par la suite été ornée du blason de la famille Chigi, à laquelle appartenait le pape Alexandre VII (1655-1667) : il a été ajouté, parmi les putti, le trimonzio, symbole héraldique de la famille.
De la place sur laquelle la fontaine avait été initialement placée ne subsistent que deux côtés, en raison de la démolition entreprise dans les années trente pour la construction du Vittoriano, et pour l'organisation de la voirie environnante.

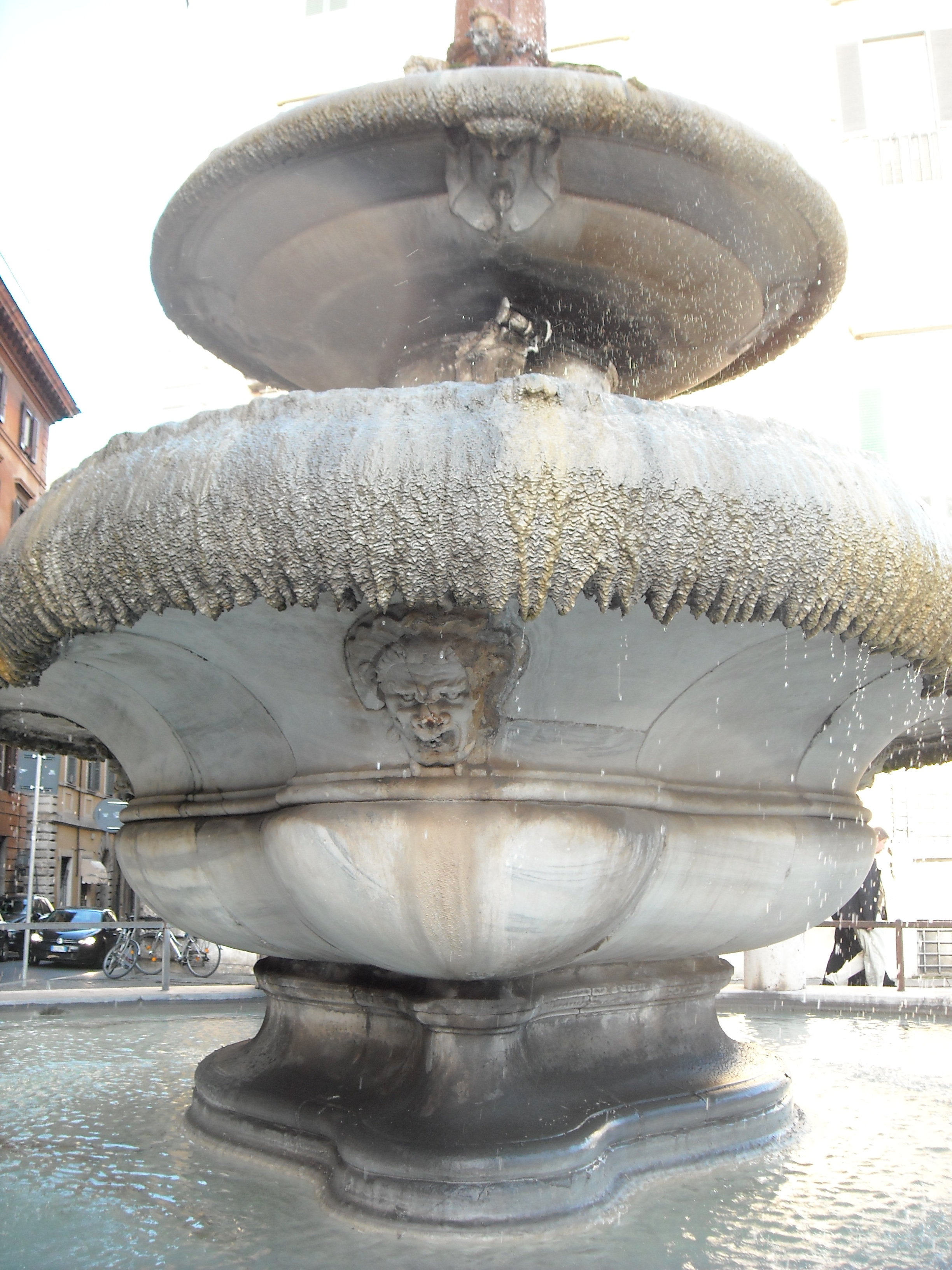
Le bassin, et ses masques
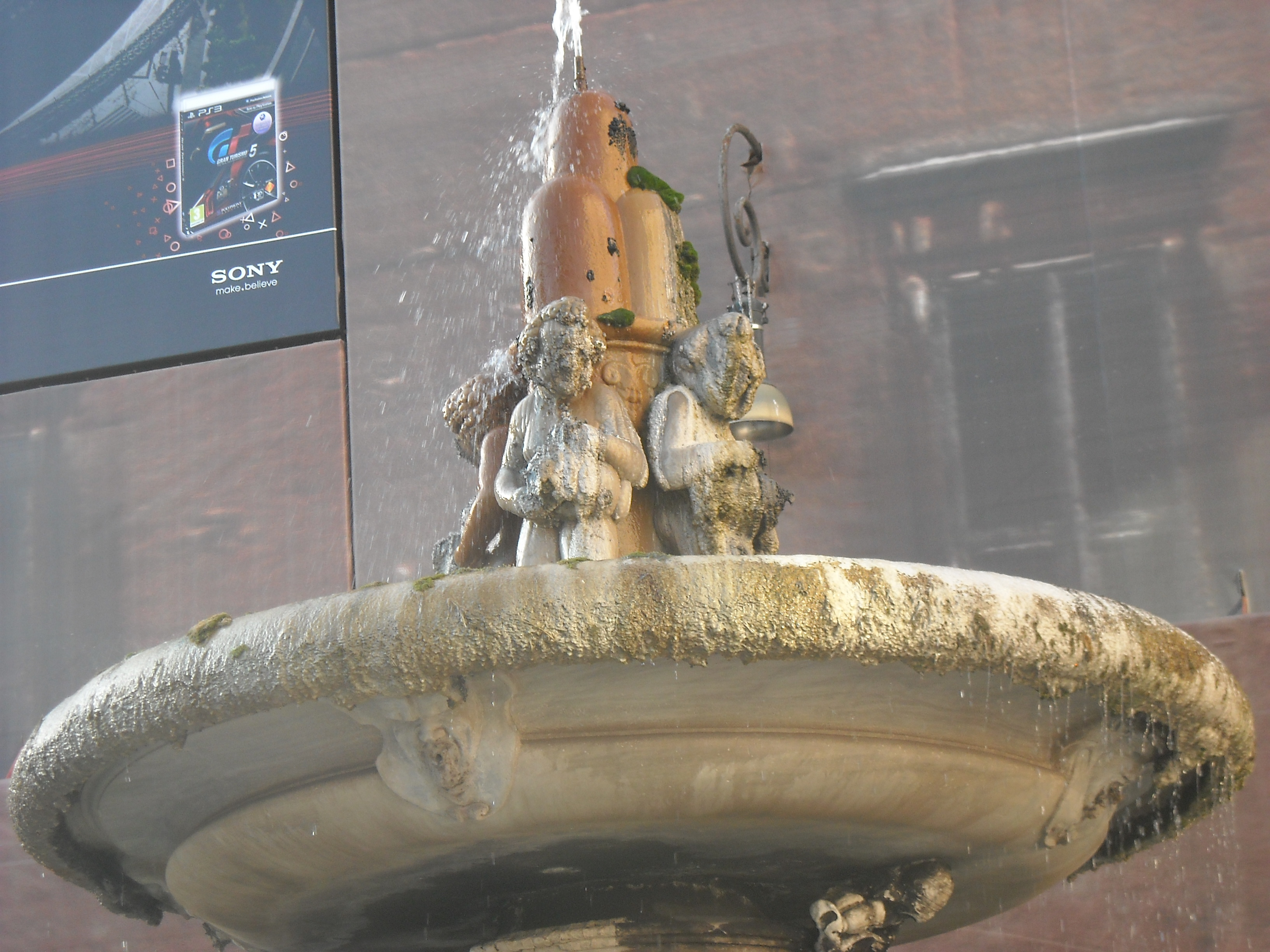
Sommet de la fontaine avec les enfants